# Szedés

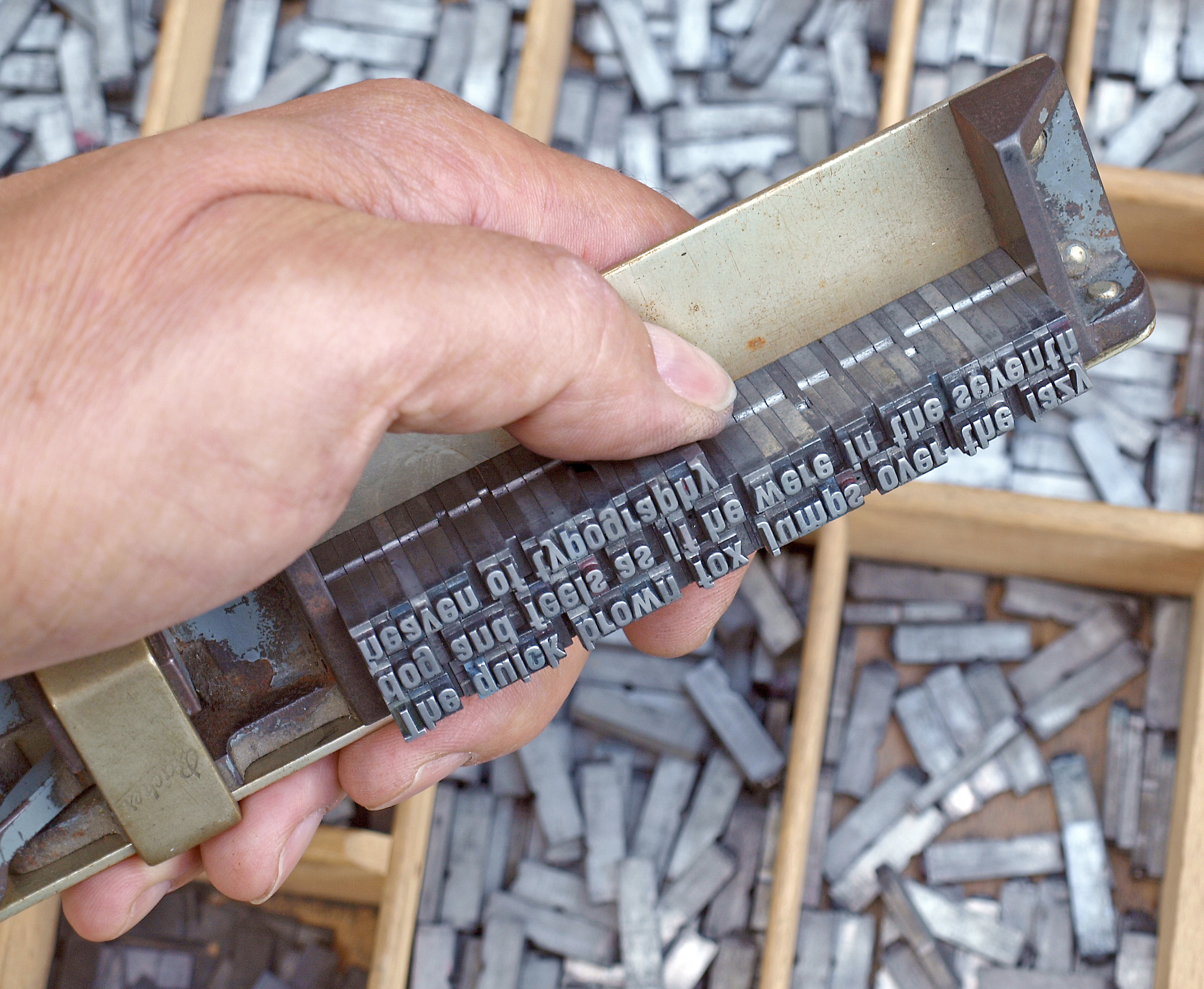
Kézi szedés

A szedés a betűk összeállításának, összeszedésének művelete, amelyet szedőmesterek végeztek kézi módszerekkel. Innen a szedés elnevezés. Manapság ezt a műveletet számítógépen végzik, a betűk összeválogatása a képernyőn történik. A mai szakember a műszaki szerkesztő, egy személyben ő a leíró, szedő és tördelő. Továbbá az ő dolga az ábrák előkészítése és beillesztése is. Szoros értelemben véve az általa végzett műveletek közül azt értjük szedésen, amikor a kapott kéziratot begépeli és formázza.

## Kézi szedés
Kézi vagy gépírás ólombetűkből való kikeresése és nyomóformába válogatása. Az így elkészített nyomóforma festékezés után alkalmas közvetlenül nyomat és így könyv készítésére. Az első nyomat (első levonat) után a helyesírási hibák javítása után a szöveget kisebb-nagyobb darabokra tördelni kell, hogy elősegítsük a mondanivaló megértését és a könnyedebb olvasását. 

## Digitális szedés
Kézi vagy gépírás számítógépen való begépelése szövegszerkesztő vagy kiadványkészítő programban. A programban általában már látjuk a papírt, így közvetlenül tudjuk tördelni (bekezdésekbe foglalni) és a beépített helyesírás-ellenőrző révén javítani a szöveget. A hibák minimalizálása után azonnal nyomtatható a szöveg.

## Szedés fajtái

### Ablakos szedés
Nyomdai eljárás: kiemelő keretbe szerkesztett szövegszedés.

### Szabadsoros szedés
A tördelt szöveg sorainak egyik vége egy vonalban áll, a másik végük változó hosszúságú. Két lehetőség kínálkozik:
- balra igazított
- jobbra igazított.

### Középre igazított szedés
A sor végéig nem érő szöveg középre igazított.

### Sorkizárt szedés
Ellentétben a szabadsoros szedéssel, itt minden sor mindkét széle egy vonalban áll. Három lehetőség használatával érhető el:
- szavak közé tett közök (spáciumok) révén
- betűk közé tett közök révén
- sorvégi elválasztással.

Ezek némelyike vagy mindegyike használatával tömbösíthető a szöveg. Az utolsó sor lehet balra, középre vagy sorkizárt.

### Szedés optikai margóval

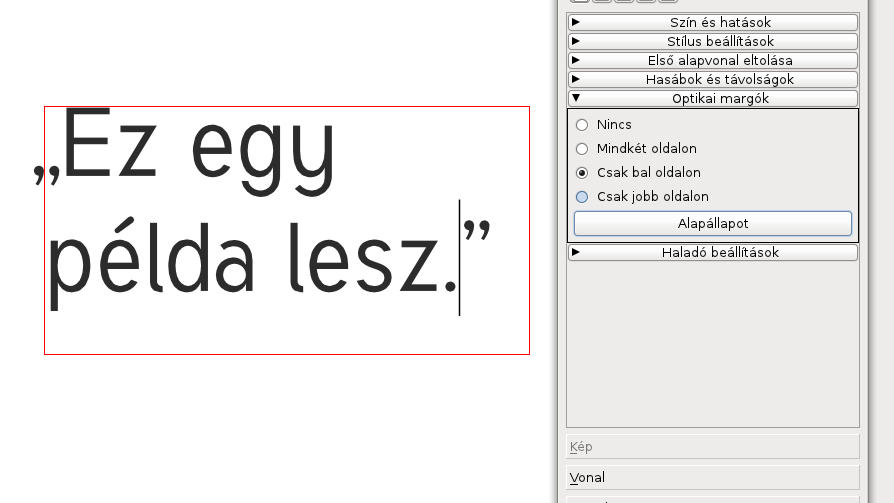
Példa az optikai margóra. Látható, hogy a kezdő idézőjel enyhén kilóg a keretből.

A szöveg kezdetére és végére tehető írásjelek általában jóval kisebbek a normál betűk méreténél, ezért azok kilógatása esztétikailag indokolható bizonyos esetekben. Ilyen írásjelek lehetnek: idézőjelek, gondolatjel, elválasztójel, különféle zárójelformák, sor- vagy mondatvégi pont, vessző, kettőspont, pontosvessző, felkiáltó- és kérdőjel. Leggyakrabban a kettős idézőjelek és az elválasztójel kilógatása indokolt. Három lehetőség közül lehet választani:
- optikai margó (kilógatás) a szöveg bal szélén (A példaábra ezt mutatja.)
- optikai margó a szöveg jobb szélén
- optikai margó a szöveg mindkét szélén.